# Ignacio Allende 1ra. Sección
Ignacio Allende 1ra. Sección är en ort i Mexiko.   Den ligger i kommunen Teapa och delstaten Tabasco, i den sydöstra delen av landet, 700 km öster om huvudstaden Mexico City. Ignacio Allende 1ra. Sección ligger 82 meter över havet och antalet invånare är 397.
Terrängen runt Ignacio Allende 1ra. Sección är kuperad söderut, men norrut är den platt. Terrängen runt Ignacio Allende 1ra. Sección sluttar norrut. Runt Ignacio Allende 1ra. Sección är det ganska tätbefolkat, med 108 invånare per kvadratkilometer. Närmaste större samhälle är Teapa, 4,4 km öster om Ignacio Allende 1ra. Sección. Trakten runt Ignacio Allende 1ra. Sección består till största delen av jordbruksmark.